# Loup y es-tu ? (chanson)
Pour les articles homonymes, voir Loup y es-tu ? et Promenons-nous dans les bois.
Loup y es-tu ? (ou Promenons-nous dans les bois) est une comptine en langue française, composée vers le XVIIe siècle. 

## Jeu
La comptine est la base d'un jeu entre de jeunes enfants de quatre à six ans et un adulte. Le jeu a lieu de préférence dans un jardin ou en plein air. L'adulte se cache derrière un buisson, par exemple. Les enfants, dans le jardin, chantent la comptine et attendent la réponse du loup. À la fin de la comptine, l'adulte sort de la cachette et vient "ravir" les enfants – au double sens du terme : il les capture et les "mange" de baisers.
Le jeu a ceci d'intéressant, sur le plan de la psychologie enfantine, que les enfants savent très bien, après les premières réponses de l'adulte, où se trouve le loup. Mais ils font semblant de ne pas le savoir afin de différer le moment ou se produira la découverte du loup, les embrassades et la fin du jeu. C'est donc bien un véritable exercice psychologique à double ou triple niveau, avec de très jeunes enfants, où est en action, en particulier, la théorie de l'esprit.

## Texte
Le texte de la comptine, sauf variantes, est le suivant :
(Refrain)

Promenons-nous dans les bois,

Pendant que le loup n'y est pas.

Si le loup y était

Il nous mangerait,

Mais comme il y est pas,

Il nous mangera pas.

Loup, y es-tu ? Que fais-tu ? M'entends-tu ?

Le loup : « Je mets ma chemise » 

(Au refrain)

Le loup : « Je mets ma culotte »  

(Au refrain)

Le loup : « Je mets mes chaussettes »  

(Au refrain)

Le loup : « Je mets ma veste »  

(Au refrain)

Le loup : « Je mets mes bottes »  

(Au refrain)

Le loup : « Je mets mon chapeau »  

(Au refrain)

Ajouter les vêtements souhaités par l'enfant

(Au refrain)

Le loup : « Je prends mon fusil ! J'arrive ! Me voilà ! »

Sauvons nous !

## Mélodie
Écouter un bref extrait.
La mélodie est identique à celle du début de la comptine japonaise Tōryanse (en).

Variante mélodique :

## Pérennité

### En littérature
- La chanson Toc toc toc de Zazie (album Rodéo, 2004) reprend et détourne les paroles de cette comptine.
- Le roman policier Loup y es-tu ?, de Yannick Gloaguen et Yoran Embanner, suit le rythme de cette comptine. Fouesnant 2011  (ISBN 978-2-914855-83-9).
- De nombreuses œuvres littéraires contemporaines de toutes natures portent ce titre (romans de Michel Picard (1992), Janine Boissard (2009), Alexis Lecaye (2011))
- Serge Gainsbourg, "Ce grand méchant vous", mai 1962, 33 tours 25 cm N°4, Philips 76-553-R.

### Au cinéma
- Promenons-nous dans les bois, film de Lionel Delplanque (2000)
- Dans La Chasse, film de William Friedkin (1980), le meurtrier entonne Loup y es-tu ?, dans la version française, avant de tuer.

### A la télévision
- Super Nanny, dans l'un des épisodes, une petite fille entonne candidement le refrain de cette chanson, debout sur sa chaise, alors qu'elle est censée manger. Elle est interrompue par sa mère qui lui hurle de s'asseoir, en vain.

### En jeu vidéo
- Dans le jeu américain Blood, les versions CD des pistes "Dark Carnival" et "Infuscomus" contiennent chacune une reprise de la comptine dans la langue de Molière.